# Прытов, Александр Алексеевич
Александр Алексеевич Прытов (22 июня 1964 — 16 мая 2014) — советский биатлонист, неоднократный чемпион СССР по биатлону и летнему биатлону. Мастер спорта СССР.

## Биография
Выступал за команду Вооружённых Сил (СКА) и город Свердловск.
В декабре 1984 года в Устинове одержал победу в гонке патрулей в составе сборной Вооружённых Сил на соревнованиях «Ижевская винтовка», эта гонка шла в зачёт чемпионата СССР 1984 года. В 1986 году стал чемпионом страны в эстафете в составе первой сборной РСФСР вместе с Юрием Кашкаровым, Александром Поповым и Сергеем Антоновым, фактически все биатлонисты представляли Свердловск.
В 1985 году становился победителем Кубка Урала в эстафете. В 1986 году стал вторым в индивидуальной гонке в финале Кубка СССР. В 1986 и 1987 годах выигрывал звание чемпиона СССР по летнему биатлону в эстафете.
После окончания спортивной карьеры работал механиком и оружейником, изготавливал ложи для винтовок спортсменам сборной России. В 2008 году стал призёром чемпионата России по охотничьему биатлону в своей возрастной категории.
Умер 16 мая 2014 года на 50-м году жизни после продолжительной болезни.